# Mr. Physical Culture's Surprise Party
Mr. Physical Culture's Surprise Party è un cortometraggio muto del 1909. Il nome del regista non viene riportato nei credit del film.

## Produzione
Il film fu prodotto dalla Vitagraph Company of America.

## Distribuzione
Distribuito dalla Vitagraph Company of America, il film - un cortometraggio di 127 metri - uscì nelle sale cinematografiche statunitensi l'8 giugno 1909. Nelle proiezioni, veniva programmato con il sistema dello split reel, accorpato in un'unica bobina con un altro cortometraggio prodotto dalla Vitagraph, A Friend in Need Is a Friend Indeed.